# ゆめタウン平島
ゆめタウン平島（ゆめタウンひらじま）は、岡山県岡山市東区にある、株式会社イズミが運営する総合スーパー。

## 概要
中国地方や九州地方を中心に展開する「ゆめタウン」店舗の一つ。当初はイズミ平島店だったが、後に増築し現在の名前となった。

## 店舗構成
- 1階 
  - 総合食料品売場
  - ミスタードーナツ
  - auショップゆめタウン平島
- 2階

## 周辺
- 上道地域#施設を参照

## 交通アクセス
- 国道250号
- 岡山県道37号西大寺山陽線
- 宇野バス国道2･250号線